# Sóstenes Cavalcante
Sóstenes Silva Cavalcante (Maceió, 16 de janeiro de 1975) é um pastor evangélico, teólogo e político brasileiro, filiado ao Partido Liberal (PL). Está no terceiro mandato como deputado federal pelo estado do Rio de Janeiro.

## Biografia
É pastor evangélico, membro da Igreja Evangélica Assembleia de Deus. Formou-se em teologia pela Faculdade de Ciências, Educação e Teologia do Norte do Brasil (Faceten).
No ano de 2014, foi eleito deputado federal pelo Rio de Janeiro com 104.697 votos.
Como deputado federal, votou a favor da admissibilidade do processo de impeachment de Dilma Rousseff.  No Governo Michel Temer, votou a favor da PEC do teto dos gastos públicos.  Em abril de 2017 foi favorável à reforma trabalhista. Em agosto de 2017 votou a favor da abertura de investigação do presidente Michel Temer.
Em 2018, foi reconduzido ao cargo com 94.203 votos. Durante o governo Bolsonaro, foi considerado um "poste" de Silas Malafaia.
Crítico do isolamento social, Sóstenes foi diagnosticado com COVID-19, e internado na UTI de um hospital do Rio de Janeiro.
Em outubro de 2022, se reelegeu como deputado federal, com 65.443 votos. Foi nomeado como líder da bancada evangélica após briga de Malafaia com parte dos deputados, como Samuel Ferreira, que queriam manter Cezinha de Madureira (PSC-SP) no cargo. Após a eleição, aliou-se ainda mais a Malafaia e tornou-se armamentista, afirmando que o cidadão brasileiro deveria ter o direito de comprar armas de grosso calibre, como fuzis. Foi eleito em 2023 para a 2.ª vice-presidência da Câmara dos Deputados.

### PL 1904/2024
Em 2024, propôs o PL 1904/2024, que equipara o aborto após 22 semanas de gestação ao homicídio simples e o proíbe, inclusive, em casos de gestação decorrente de estupro, casos em que o aborto é permitido pela legislação atual.
Cavalcante afirmou que propôs o PL para "testar" se o presidente Luiz Inácio Lula da Silva cumpriria sua promessa de não vetar projetos de cunho moral.
O projeto foi aceito pelo presidente da Câmara, Arthur Lira, e passou a tramitar em regime de urgência após uma controversa votação simbólica, o que gerou uma onda de protestos sobre seu conteúdo, visto que a proposta equipararia a pena para o aborto após 22 semanas de gestação à do crime de homicídio, ficando maior do que a pena para o próprio crime de estupro e portanto penalizando mais a vítima que o estuprador.
Posteriormente, em meio às discussões sobre o projeto de lei, Sóstenes afirmou que empresas de cosméticos "se utilizavam de fetos em seus produtos", afirmação que foi considerada fake news pelos veículos de mídia. 

## Caso de atropelamento
Em junho de 2022, na cidade de Cristalina (GO), Irma Diniz da Cruz, de 81 anos, moradora de Paracatu (MG) que viajava a Brasília (DF) numa caminhonete, foi atingida violentamente por um veículo alugado dirigido por Sóstenes. A Polícia Rodoviária Federal (PRF) chegou a atender a ocorrência na ocasião, mas a imprensa local não noticiou o episódio e o Ministério Público Federal (MPF) não foi acionado para investigar o caso. A ocorrência foi engavetada, sem a apuração de responsabilidade pelo acidente, e Irma morreu no dia 30 de junho no Hospital Santa Lúcia, em Brasília, vítima de politraumatismo e traumatismo craniano grave.
Em sua defesa, Sóstenes confirmou que o acidente ocorreu e afirmou ter dado apoio à família de Irma, afirmando também que não se lembrava da velocidade que conduzia o veículo na ocasião, não dando mais detalhes sobre o caso .

## Desempenho eleitoral
| Ano  | Cargo                                | Partido | Votos   | Resultado | Ref.   |
| ---- | ------------------------------------ | ------- | ------- | --------- | ------ |
| 2014 | Deputado federal pelo Rio de Janeiro | PSD     | 104.697 | Eleito    | [ 7 ]  |
| 2018 | Deputado federal pelo Rio de Janeiro | DEM     | 94.203  | Eleito    | [ 7 ]  |
| 2022 | Deputado federal pelo Rio de Janeiro | PL      | 65.443  | Eleito    | [ 15 ] |